# Weltcupfinale 2012 (Spring- und Dressurreiten)
Das Weltcupfinale 2012 im Spring- und Dressurreiten war das Finale der Weltcupserien in zwei Pferdesportdisziplinen. Es fand vom 19. April bis zum 22. April 2012 in den Brabanthallen in ’s-Hertogenbosch statt.

## Pferdesport in ’s-Hertogenbosch
In ’s-Hertogenbosch findet alljährlich das Reitturnier Indoor Brabant statt. Das Turnier umfasst eine Weltcupprüfung im Springreiten und eine Weltcupprüfung im Dressurreiten. Schon mehrfach war ’s-Hertogenbosch Austragungsort von Weltcupfinals in den vorgenannten Disziplinen: 1994 im Springreiten sowie 1986, 1988, 1990, 1993, 1997, 2000, 2002, 2008 und 2010 im Dressurreiten.
Das Turnier wird regulär Ende März ausgetragen. Im Jahr 2012 wurde es aufgrund der Durchführung der Weltcupfinals in den April verschoben.

## Dressurreiten

### Qualifizierte Teilnehmer
| Weltcupliga                                   | Anzahl der Reiter, die sich aus dieser Liga für das Weltcupfinale qualifizieren | qualifizierte Teilnehmer |
| --------------------------------------------- | ------------------------------------------------------------------------------- | --- |
| Zentraleuropaliga                             | 2                                                                               | Katarzyna Milczarek Michał Rapcewicz |
| Nordamerikanische Liga                        | 2                                                                               | Jan Ebeling Shawna Harding |
| Pazifische Liga                               | 1                                                                               | Rachael Sanna |
| Westeuropaliga                                | 9                                                                               | Patrik Kittel Helen Langehanenberg Valentina Truppa Isabell Werth Tinne Vilhelmson Silfvén Hans Peter Minderhoud Richard Davison Nadine Capellmann Lone Jörgensen |
| Teilnehmer aus dem Bereich Asien / Südamerika | 1                                                                               | nicht vergeben, damit weitere Wildcard |
| Wildcards der FEI                             | 2                                                                               | Jeroen Devroe (Absage) Mikaela Lindh Siril Helhesen Jenny Schreven (Nachrücker)                                                                                   |
| Weltcupsieger 2010/2011                       | 1                                                                               | Adelinde Cornelissen |

Aufgrund der sehr frühen Olympischen Spiele im Jahr 2012 kam es zu Teilnahmeverzichten, so zum Beispiel vom Belgier Jeroen Devroe, an seiner Stelle erhält Jenny Schreven eine Wildcard. Schrevens Pferd Krawall ist mit 20 Jahren das mit Abstand älteste Pferd im Teilnehmerfeld.

### Ablauf und Ergebnisse

#### Grand Prix
Am Freitagvormittag (20. April) wird der Grand Prix ausgetragen. Hierbei handelt es sich um die Einlaufprüfung, diese ist jedoch für alle Teilnehmer des Weltcupfinales Dressur verpflichtend.
Ergebnis:
|   | Reiter                | Pferd              | Bewertung |
| - | --------------------- | ------------------ | --------- |
| 1 | Adelinde Cornelissen  | Parzival           | 78,024 %  |
| 2 | Helen Langehanenberg  | Damon Hill NRW     | 76,125 %  |
| 3 | Valentina Truppa      | Eremo del Castegno | 75,106 %  |
| 4 | Hans Peter Minderhoud | Tango              | 73,404 %  |
| 5 | Richard Davison       | Hiscox Artemis     | 73,374 %  |

(beste 5 von 18 Teilnehmern)

#### Grand Prix Kür (Finale)
Die Finalprüfung des FEI-Weltcup Dressurreiten fand am Nachmittag des 21. April (Samstag) statt. Hierbei handelte es sich um eine Grand Prix Kür. Adelinde Cornelissen wurde ihrer Favoritenrolle gerecht und siegte mit ihrem Erfolgspferd Parzival in der Kür. Mit diesem Sieg verteidigt sie ihrer Titel als amtierende Weltcupsiegerin.
Ergebnis:
|    | Reiter                   | Pferd              | Bewertung     |
| -- | ------------------------ | ------------------ | ------------- |
| 1  | Adelinde Cornelissen     | Parzival           | 86,250 %      |
| 2  | Helen Langehanenberg     | Damon Hill NRW     | 85,143 %      |
| 3  | Valentina Truppa         | Eremo del Castegno | 81,232 %      |
| 4  | Isabell Werth            | El Santo NRW       | 79,964 %      |
| 5  | Richard Davison          | Hiscox Artemis     | 78,571 %      |
| 6  | Hans Peter Minderhoud    | Tango              | 76,143 %      |
| 7  | Nadine Capellmann        | Girasol            | 75,625 %      |
| 8  | Patrik Kittel            | Toy Story          | 75,482 %      |
| 9  | Tinne Vilhelmson Silfvén | Don Auriello       | 74,393 %      |
| 10 | Lone Jörgensen           | FBW De Vito        | 73,589 %      |
| 11 | Jenny Schreven           | Krawall            | 73,464 %      |
| 12 | Siril Helljesen          | Dorina             | 73,250 %      |
| 13 | Mikaela Lindh            | Más Guapo          | 71,696 %      |
| 14 | Rachael Sanna            | Jaybee Alabaster   | 71,339 %      |
| 15 | Jan Ebeling              | Rafalca            | 69,875 %      |
| 16 | Shawna Harding           | Come on III        | 68,821 %      |
| 17 | Michał Rapcewicz         | Randon             | 65,804 %      |
| 18 | Katarzyna Milczarek      | Ekwador            | ausgeschieden |

## Springreiten
Mittelpunkt des Programms der Springreiter bilden die drei Wertungsprüfungen des Weltcupfinals. Daneben findet eine CSI 3* statt, dessen Höhepunkt der Große Preis am Samstag ist.

### Qualifizierte Teilnehmer (Weltcup)
Wie in der Dressur, so gab es auch bei den Springreitern aufgrund des Olympiatermins mehrere Absagen, alle britischen Qualifizierten verzichteten auf ihre Teilnahme. Dennoch haben acht Reiter der besten Zehn der Weltrangliste ihre Startbereitschaft erklärt.
| Weltcupliga                                         | Anzahl der Reiter, die sich aus dieser Liga für das Weltcupfinale qualifizieren | qualifizierte Teilnehmer |
| --------------------------------------------------- | ------------------------------------------------------------------------------- | --- |
| Arabische Liga                                      | 2                                                                               | Abdullah Al-Sharbatly (Absage) Chalid al-'Aid (Absage) Ali bin Chalid Al Thani Sameh El Dahan |
| Kaukasusliga                                        | 1                                                                               | Shalva Gachechiladze (Absage) |
| Zentralasiatische Liga                              | 1                                                                               | Myrza Toktobekow (Absage) |
| Chinesische Liga                                    | 1                                                                               | Huang Zuping (Absage) |
| Zentraleuropaliga                                   | 3                                                                               | Benas Gutkauskas Piotr Morsztyn (Absage) Ibragim Waskow (Absage) Tiit Kivisild (Nachrücker) |
| Japanliga                                           | 1                                                                               | Yuya Ninomiya |
| Nordamerikanische Liga                              | 2 Kanadier                                                                      | Eric Lamaze |
| Nordamerikanische Liga                              | 2 Mexikaner                                                                     | Antonio Maurer (Absage) Johann Hegewisch Diaz Infante (Absage) |
| Nordamerikanische Liga                              | 10 US-Amerikaner                                                                | Margie Goldstein-Engle Michelle Spadone Kent Farrington Kirsten Coe Beezie Madden Charlie Jayne Richard Spooner Rich Fellers Francie Steinwedell-Carvin |
| Nordamerikanische Liga                              | Ljubow Kochetowa °                                                              | |
| Pazifische Liga                                     | 2 Australier                                                                    | Jamie Kermond (Absage) Tim Clarke (Absage) |
| Pazifische Liga                                     | 1 Neuseeländer                                                                  | Katie McVean (Absage) |
| Südafrikaliga                                       | 1                                                                               | Jade Hooke (Absage) |
| Südamerikanische Liga                               | 3                                                                               | Pedro Jungueira Muylaert Luiz Francisco de Azevedo Marcelo Chirico Ferreira (Absage) |
| Südostasiatische Liga                               | 1                                                                               | Akkara Konglapamnuay (Absage) |
| Westeuropaliga                                      | 18                                                                              | Kevin Staut Rolf-Göran Bengtsson Denis Lynch Marco Kutscher Patrice Delaveau Pius Schwizer Steve Guerdat Ludger Beerbaum Malin Baryard-Johnsson (Absage) Nick Skelton (Absage) Edwina Tops-Alexander ° Luciana Diniz Marcus Ehning Philipp Weishaupt Scott Brash (Absage) Ludo Philippaerts Harrie Smolders Emilie Martinsen Maikel van der Vleuten (Nachrücker) Dermott Lennon (Nachrücker) Rik Hemeryk (Nachrücker) |
| Sonderstartplatz für Teilnehmer des Gastgeberlandes | 1                                                                               | nicht zutreffend, da niederländische Reiter für das Weltcupfinale qualifiziert sind |
| Weltcupsieger 2010/2011                             | 1                                                                               | Christian Ahlmann |

° Zusatzreiter: Soweit ein Reiter seinen Wohnsitz in einem anderen Staat als seinem Heimatland hat, kann er in der Liga dieses Landes teilnehmen und wird zunächst auch für diese Liga gewertet. Soweit er sich anhand des Reglements dieser Liga für das Weltcupfinale qualifiziert, zählt er als zusätzlicher Teilnehmer nicht für die (begrenzte) Startplatzanzahl dieser Liga.

### Ablauf und Ergebnisse

#### Weltcup

##### 1. Teilprüfung
Die erste Teilprüfung des Weltcupfinales der Springreiter fand am 19. April (Donnerstag) ab 19:15 Uhr statt. Die Teilnehmer traten hier in einer Zeitspringprüfung an. Das Ergebnis wird, wie im Artikel FEI-Weltcup Springreiten erläutert, in Strafpunkte umgerechnet.
Ergebnis:
|    | Reiter               | Pferd                  | Zeit                              | Punkte (Gesamtwertung) |
| -- | -------------------- | ---------------------- | --------------------------------- | ---------------------- |
| 1  | Rich Fellers         | Flexible               | 60,26 s + 0 Strafsekunden = 60,26 | 38                     |
| 2  | Steve Guerdat        | Nino des Buissonnets   | 61,94 s + 0 Strafsekunden = 61,94 | 36                     |
| 3  | Rik Hemeryck         | Quarco de Kerambars    | 62,66 s + 0 Strafsekunden = 62,66 | 35                     |
| 4  | Pius Schwizer        | Ulysse                 | 62,83 s + 0 Strafsekunden = 62,83 | 34                     |
| 5  | Kevin Staut          | Silvana                | 63,07 s + 0 Strafsekunden = 63,07 | 33                     |
| 6  | Rolf-Göran Bengtsson | Casall                 | 63,60 s + 0 Strafsekunden = 63,60 | 32                     |
| 7  | Harrie Smolders      | Regina Z               | 63,67 s + 0 Strafsekunden = 63,67 | 31                     |
| 8  | Kirsten Coe          | Baronez                | 65,76 s + 0 Strafsekunden = 65,76 | 30                     |
| 9  | Marcus Ehning        | Sabrina                | 61,87 s + 4 Strafsekunden = 65,87 | 29                     |
| 10 | Eric Lamaze          | Coriana van Klapscheut | 57,97 s + 8 Strafsekunden = 65,97 | 28                     |

(beste 10 von 37 Teilnehmern)
Vorjahressieger Christian Ahlmann hatte im Zeitspringen drei Hindernisabwürfe und kam mit einer daraus resultierenden Zeitwertung von 76,09 Sekunden auf Rang 26. Ahlmann verzichtete in Folge auf den Start in den weiteren Finalprüfungen: „Der Hengst ist zwar fit, aber offenbar nicht in der Form, die er für die weiteren schweren Springen brauchen würde.“

##### 2. Teilprüfung
Die zweite Prüfung des Weltcupfinales wurde am Freitagabend durchgeführt. Hierbei handelte es sich um eine Springprüfung mit einmaligem Stechen.
Nach den ersten beiden Teilprüfungen wurden die erreichten Punkte der Teilnehmer zusammengerechnet. Anschließend wurden diese Wertungspunkte in Fehlerpunkte umgerechnet.
Ergebnis:
|               | Reiter                 | Pferd                  | 1. Umlauf | 1. Umlauf     | Stechen  | Stechen | Punkte (Gesamtwertung) |
| Straf- punkte | Reiter                 | Pferd                  | Zeit (s)  | Straf- punkte | Zeit (s) |         | Punkte (Gesamtwertung) |
| ------------- | ---------------------- | ---------------------- | --------- | ------------- | -------- | ------- | ---------------------- |
| 1             | Philipp Weishaupt      | Monte Bellini          | 0         | -             | 0        | 33,04   | 38                     |
| 2             | Pius Schwizer          | Carlina                | 0         | -             | 0        | 33,56   | 36                     |
| 3             | Marco Kutscher         | Cornet Obolensky       | 0         | -             | 0        | 35,03   | 35                     |
| 4             | Eric Lamaze            | Coriana van Klapscheut | 1         | 72,05         | -        | -       | 34                     |
| 5             | Beezie Madden          | Cortes C               | 4         | 66,77         | -        | -       | 33                     |
| 6             | Steve Guerdat          | Nino des Buissonnets   | 4         | 67,33         | -        | -       | 32                     |
| 7             | Kevin Staut            | Silvana                | 0         | 68,40         | -        | -       | 31                     |
| 8             | Rich Fellers           | Flexible               | 4         | 68,69         | -        | -       | 30                     |
| 9             | Margie Goldstein-Engle | Indigo                 | 4         | 69,72         | -        | -       | 29                     |
| 10            | Patrice Delaveau       | Ornella Mail           | 4         | 69,85         | -        | -       | 28                     |

(beste 10 von 33 Teilnehmern)

##### 3. Teilprüfung
Den Abschluss bildet die dritte Teilprüfung, eine Springprüfung mit zwei unterschiedlichen Umläufen. Diese wird nicht gegen die Zeit geritten, eine erlaubte Zeit war jedoch vorgesehen.
Am ersten Umlauf dieser am Sonntagnachmittag ausgetragenen Prüfung dürfen nur noch die 25 bestplatzierten Reiter aus den ersten zwei Teilprüfungen teilnehmen, im zweiten Umlauf starten noch 19 Reiter mit ihren Pferden.
Ergebnis:
|               | Reiter                 | Pferd                       | 1. Umlauf     | 2. Umlauf     | Gesamt |
| Straf- punkte | Reiter                 | Pferd                       | Straf- punkte | Straf- punkte |        |
| ------------- | ---------------------- | --------------------------- | ------------- | ------------- | ------ |
| 1             | Steve Guerdat          | Nino des Buissonnets        | 0             | 0             | 0      |
| 1             | Rich Fellers           | Flexible                    | 0             | 0             | 0      |
| 3             | Denis Lynch            | Abbervail van het Dingeshof | 4             | 0             | 4      |
| 3             | Rolf-Göran Bengtsson   | Casall                      | 0             | 4             | 4      |
| 3             | Maikel van der Vleuten | Verdi                       | 0             | 4             | 4      |
| 6             | Pius Schwizer          | Carlina                     | 1             | 4             | 5      |
| 6             | Marcus Ehning          | Copin van de Broy           | 5             | 0             | 5      |
| 8             | Philipp Weishaupt      | Monte Bellini               | 5             | 1             | 6      |

(beste 8 von 24 Teilnehmern)

##### Gesamtergebnis
Die Entscheidung um den Weltcupsieg fand im Stechen statt, nachdem nach vier Umläufen in drei Teilprüfungen Steve Guerdat und Rich Fellers wertungspunktgleich auf Platz eins lagen. Im Stechen zeigte Steve Guerdat mit seinem Wallach Nino des Buissonnets eine sehr schnelle Runde. Rich Fellers ging als zweiter Starter in das Stechen und lag mit Guerdat zunächst zeitlich gleich auf. Durch eine sehr gute Wendung konnte er jedoch Vorsprung gegenüber der zwei von Guerdat herausholen und kam mit 64 Hundertstel Vorsprung in das Ziel.
Rich Fellers ist damit der erste US-amerikanische Weltcupsieger seit 25 Jahren (1987 siegte die US-Amerikanerin Katharine Burdsall).
Stechen um den Weltcupsieg:
|               | Reiter        | Pferd                | Stechen  | Stechen |
| Straf- punkte | Reiter        | Pferd                | Zeit (s) |         |
| ------------- | ------------- | -------------------- | -------- | ------- |
| 1             | Rich Fellers  | Flexible             | 0        | 25,97   |
| 2             | Steve Guerdat | Nino des Buissonnets | 0        | 26,61   |

Gesamtergebnis vor dem entscheidenden Stechen:
|        | Reiter                     | Pferd/ Pferde                         | 1. Prüfung | 2. Prüfung    | Punkte aus Prüfung 1 und 2 | Punkte, umgerechnet in Strafpunkte | 3. Prüfung    | 3. Prüfung | Straf- punkte |
| Punkte | Reiter                     | Pferd/ Pferde                         | Punkte     | Straf- punkte | Punkte aus Prüfung 1 und 2 | Punkte, umgerechnet in Strafpunkte | Straf- punkte |            | Straf- punkte |
| ------ | -------------------------- | ------------------------------------- | ---------- | ------------- | -------------------------- | ---------------------------------- | ------------- | ---------- | ------------- |
| 1      | Steve Guerdat              | Nino des Buissonnets                  | 36         | 32            | 68                         | 1                                  | 0             | 0          | 1             |
| 1      | Rich Fellers               | Flexible                              | 38         | 30            | 68                         | 1                                  | 0             | 0          | 1             |
| 3      | Pius Schwizer              | Ulysse und Carlina                    | 34         | 36            | 70                         | 0                                  | 1             | 4          | 5             |
| 4      | Philipp Weishaupt          | Souvenir und Monte Bellini            | 24         | 38            | 62                         | 4                                  | 5             | 1          | 10            |
| 5      | Kevin Staut                | Silvana                               | 33         | 31            | 64                         | 3                                  | 0             | 8          | 11            |
| 6      | Rolf-Göran Bengtsson       | Casall                                | 32         | 21            | 53                         | 8                                  | 0             | 4          | 12            |
| 7      | Marcus Ehning              | Sabrina und Copin van de Broy         | 29         | 20            | 49                         | 10                                 | 5             | 0          | 15            |
| 7      | Maikel van der Vleuten     | Verdi                                 | 20         | 27            | 47                         | 11                                 | 0             | 4          | 15            |
| 9      | Rik Hemeryck               | Quarco de Kerambars                   | 35         | 26            | 61                         | 4                                  | 8             | 4          | 16            |
| 10     | Harrie Smolders            | Regina Z                              | 31         | 22            | 53                         | 8                                  | 5             | 4          | 17            |
| 11     | Denis Lynch                | Abbervail van het Dingeshof           | 17         | 18            | 35                         | 17                                 | 4             | 0          | 21            |
| 12     | Eric Lamaze                | Coriana van Klapscheut                | 28         | 34            | 62                         | 4                                  | 9             | 9          | 22            |
| 13     | Marco Kutscher             | Satisfaction FRH und Cornet Obolensky | 15         | 35            | 50                         | 10                                 | 4             | 9          | 23            |
| 14     | Patrice Delaveau           | Ornella Mail                          | 25         | 28            | 53                         | 8                                  | 8             | 8          | 24            |
| 15     | Luciana Diniz              | Lennox                                | 26         | 19            | 45                         | 12                                 | 9             | 4          | 25            |
| 16     | Richard Spooner            | Cristallo                             | 24         | 27            | 41                         | 14                                 | 4             | 8          | 26            |
| 17     | Beezie Madden              | Cortes C                              | 22         | 33            | 55                         | 7                                  | 8             | 15         | 30            |
| 18     | Kent Farrington            | Uceko                                 | 16         | 16            | 32                         | 19                                 | 4             | 8          | 31            |
| 19     | Edwina Tops-Alexander      | Titus                                 | 27         | 12            | 39                         | 15                                 | 5             | 16         | 36            |
| 20     | Ludger Beerbaum            | Chaman                                | 10         | 23            | 33                         | 18                                 | 12            |            | 30            |
| 20     | Margie Goldstein-Engle     | Indigo                                | 13         | 29            | 42                         | 14                                 | 16            |            | 30            |
| 22     | Sameh El Dahan             | Wkd Pepperpot                         | 11         | 25            | 36                         | 17                                 | 17            |            | 34            |
| 23     | Ali bin Chalid Al Thani    | Cantaro                               | 19         | 13            | 32                         | 19                                 | 17            |            | 36            |
| 24     | Kirsten Coe                | Baronez und Combina                   | 30         | 10            | 40                         | 15                                 | 29            |            | 44            |
| 25     | Charlie Jayne              | Uraya                                 | 18         | 14            | 32                         | 19                                 | DNS           |            |               |
| 26     | Ljubow Kochetowa           | Aslan                                 | 2          | 24            | 26                         | 22                                 |               |            |               |
| 27     | Francie Steinwedell-Carvin | Taunus                                | 9          | 15            | 24                         | 23                                 |               |            |               |
| 28     | Benas Gutkauskas           | Lascar                                | 8          | 11            | 19                         | 25                                 |               |            |               |
| 29     | Emilie Martinsen           | Carisma                               | 5          | 11            | 14                         | 28                                 |               |            |               |
| 30     | Luiz Francisco de Azevedo  | Special                               | 21         | RET           |                            |                                    |               |            |               |
| 30     | Ludo Philippaerts          | Kassini Jac                           | 14         | RET           |                            |                                    |               |            |               |
| 30     | Pedro Junqueira Muylaert   | Ducati                                | 7          | RET           |                            |                                    |               |            |               |
| 30     | Dermott Lennon             | Hallmark Elite                        | 4          | RET           |                            |                                    |               |            |               |
| 34     | Christian Ahlmann          | Taloubet Z                            | 12         | DNS           |                            |                                    |               |            |               |
| 34     | Michelle Spadone           | Uwwalon                               | 6          | DNS           |                            |                                    |               |            |               |
| 34     | Tiit Kivisild              | Cinnamon                              | 3          | DNS           |                            |                                    |               |            |               |
| 37     | Yuya Ninomiya              | Willem                                | ELI        |               |                            |                                    |               |            |               |

ELI = ausgeschieden
DNS = nicht gestartet
RET = aufgegeben / verzichtet

#### Weitere Prüfungen

##### Großer Preis (CSI 3*)
Außerhalb der Weltcupwertung wird ein CSI 3*-Turnier durchgeführt. Den Höhepunkt hiervon bildete am Samstagabend der Große Preis, gesponsert von der Rabobank. Der Große Preis wurde als Springprüfung mit einmaligem Stechen mit Hindernissen bis zu einer Höhe von 1,55 Meter ausgeschrieben. Die Prüfung war mit 100.000 € dotiert.
Ergebnis:
|               | Reiter                  | Pferd            | 1. Umlauf | 1. Umlauf     | Stechen  | Stechen |
| Straf- punkte | Reiter                  | Pferd            | Zeit (s)  | Straf- punkte | Zeit (s) |         |
| ------------- | ----------------------- | ---------------- | --------- | ------------- | -------- | ------- |
| 1             | Marc Houtzager          | Opium            | 0         | -             | 0        | 29,18   |
| 2             | Ali bin Chalid Al Thani | Casanova         | 0         | -             | 0        | 29,30   |
| 3             | Richard Spooner         | Apache           | 0         | -             | 0        | 30,03   |
| 4             | Ludger Beerbaum         | Chiara           | 0         | -             | 0        | 30,16   |
| 5             | Marco Kutscher          | Satisfaction FRH | 0         | -             | 0        | 30,36   |

(beste 5 von 29 Teilnehmern)

## Neben dem Sport
Die Veranstaltung wurde durch den unerwarteten Tod des deutschen Dressur-Bundestrainers Holger Schmezer überschattet. Die deutschen Dressurreiter entschieden sich trotz des Todes das Weltcupfinale zu bestreiten, trugen aber eine schwarze Armbinde auf dem Frack als Zeichen der Trauer.

„„Wir haben uns für einen Start entschieden, weil es ganz in seinem Sinne gewesen wäre, aber es war ein schwieriger Wettkampf.““

Vor der Siegerehrung des Grand Prix des Dressage wurde eine Schweigeminute abgehalten.

## Medien
Im deutschsprachigen Raum zeigte das WDR Fernsehen eine mehr als zweistündige Übertragung von der letzten Teilprüfung des Springreiter-Weltcupfinals. Eurosport wird voraussichtlich am 2. Mai 2012 eine Aufzeichnung des Finals der Springreiter im Mittwochabendprogramm übertragen, das Finale der Dressurreiter soll am Abend des 9. Mai 2012 gezeigt werden.